# Asobi Seksu
Asobi Seksu — американская инди-группа, играющая в жанре шугейзинг и дрим-поп. Примерный перевод названия с разговорного японского — «случайный секс» или «игривый секс».

## История
Музыкальный квартет был основан в 2001 году в Бруклине. Одноимённый дебютный альбом группы Asobi Seksu вышел в 2004 году и включал в себя композиции как на английском, так и на японском языках в исполнении Юки Тикудатэ.
Частично сменив свой состав, группа вскоре записала свой второй альбом, получивший название Citrus, который был выпущен в 2006 году на лейбле Friendly Fire. В феврале 2009 был выпущен третий альбом — Hush, на котором плотный гитарный звук из предыдущего альбома сменился более атмосферными и лёгкими композициями.

## Состав
- Юки Тикудатэ (англ. Yuki Chikudate) — вокал, клавишные
- Джеймс Ханна (англ. James Hanna) — гитара, вокал
- Уильям Павоне (англ. William Pavone) — бас
- Ларри Горман (англ. Larry Gorman) — ударные

## Дискография

### Студийные альбомы
- Asobi Seksu (2004)
- Citrus (2006)
- Hush (2009)
- Fluorescence (2011)

### Концертные альбомы
- Spaceland Presents Asobi Seksu At The Echo, October 6th (2006)

### Мини-альбомы (EP)
- Sportf*ck (2002)
- Live From SoHo (2007) [live EP]
- Transparence (2009) [Limited edition of 1000 vinyl copies]
- Music Mondays: January 24th (2011) [Various Artists]

### 7" синглы
- Walk On The Moon (2007)
- Thursday (2007)
- Stay Awake (2007)
- Strawberries (2007)
- Merry Christmas (I Don’t Want to Fight Tonight) (2007)
- Goodbye (2008)
- Me & Mary (2008)
- Familiar Light (2009)
- Layers (2009)
- Gigantic (2009)

### Бутлеги
- Ulrich Remix Compilation 2006—2007 (2007)
- Daytrotter Session (2007)

### Участие в других проектах
- Between Voices (2007) [гр. Anti Atlas]
- Subterranean Homesick Blues: A Tribute to Bob Dylan’s 'Bringing It All Back Home'  (2010)